# 엽관제

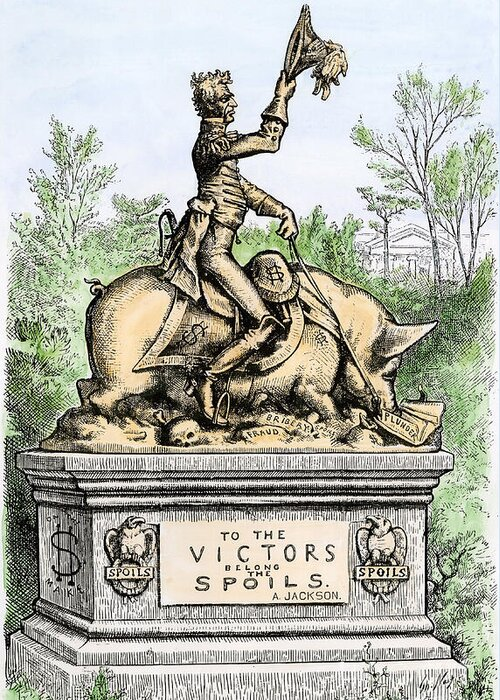
《옛날의 우리 공무원들을 추모하며》. 토머스 내스트의 만평으로, 앤드루 잭슨 동상이 "사기", "뇌물", "전리품" 위에서 "약탈"을 먹고 있는 돼지에 올라탄 모습. 1877년 4월 28일 《하퍼스 위클리》 325쪽에 실렸다.

정치와 정부에서 엽관제(亦官制, spoils system, 정실주의 또는 후원자 체계으로도 알려져 있다)는 정당이 선거에서 승리한 후, 승리를 위해 노력한 대가이자 당을 위해 계속 일하도록 하는 인센티브로써 지지자, 친구(정실주의), 친척(족벌주의)에게 정부 직무를 주는 관행, 다시 말해 공무원으로 임명해주는 관행을 말한다. 이는 정치 활동과 관계없이 능력의 특정 기준에 따라 직무를 부여하거나 승진시키는 실적주의와 대조된다.
이 용어는 특히 미국의 정치에서 사용되었는데, 미국 연방 정부는 1883년 펜들턴법을 통한 공무원 제도 개혁 운동으로 인해 통과될 때까지 엽관제를 운영했다. 이후 엽관제는 미국 연방 차원에서 비당파적 실적주의로 대체되었다.
엽관제라는 용어는 뉴욕주 상원의원 윌리엄 L. 마시가 1828년 미국 대통령 선거에서 앤드루 잭슨의 승리를 언급하며 사용한 "승자에게는 전리품이 돌아간다"라는 문구에서 유래했다. 여기서 "전리품"은 경쟁, 선거 또는 군사적 승리에서 패자로부터 얻은 재화나 이득을 의미한다.
비슷한 엽관제는 전통적으로 부족 조직이나 다른 친족 집단 및 전반적인 지방제도에 기반을 둔 다른 나라에서도 흔하다.

## 기원
엽관제가 앤드루 잭슨 미국 대통령 시기 도입되었다고 흔히 생각되지만, 역사적 증거는 이러한 견해를 뒷받침하지 않는다. 후원 관행은 미국의 식민지 역사 시기 미국에 들어왔고, 현대적 형태의 엽관제는 조지 워싱턴 행정부 시기에 미국 정치에 도입되었으며, 이 시기 행정부는 일반적으로 연방당 당원들을 선호했다. 때로는 워싱턴 자신이 이 체계를 도입했다는 비난을 받기도 한다. 또한 존 애덤스와 토머스 제퍼슨도 어느 정도 미국 정치에 엽관제를 도입했다는 비난을 받았다.

## 앤드루 잭슨
잭슨이 백악관에 입성하기 전에도 일부 잭슨의 반대자는 그가 공공 재정을 착취하는 습관이 있다고 주장했다. 뉴올리언스 전투 당시 잭슨의 증기선 부대 수송을 조종했던 새뮤얼 클레멘트는 1827년에 다음과 같이 소책자를 배포했다.
"잭슨 장군의 인기를 높이고 대의를 증진하기 위해 열렬히 노력하는 사람 중 일부는 그가 워싱턴의 아우게이아스의 외양간을 청소할 것이라고 비유적으로 말하는데, 이는 그가 워싱턴의 추종자를 축출하고 비서실의 서기 수를 줄일 것이라는 의미이다. 우리는 지금까지 장군의 이러한 성향에 대한 확신을 거의 갖지 못했다. 뉴올리언스에서 그가 주변에 두었던 보좌관의 수는 아우스터리츠 전투나 다른 그의 위대한 전투에서 나폴레옹이 두었던 수와 같았다고 강하게 의심된다. 그리고 장군이 공공 지출을 줄이기 위해 공공 사무실을 재편성하려 한다면, 그 누구라도 그 사무실의 업무량과 적절한 업무 수행 방식을 충분히 알아서 몇 명의 서기가 필요한지, 그리고 결과적으로 몇 명을 적절히 해고할 수 있는지 안다고 감히 말할 수 있겠는가? 게다가 장군이 공공 자금 지출을 막는 데 그렇게 큰 관심이 있는지, 또는 그가 공공 재산을 사람들이 믿고 싶어하는 만큼 신성하게 여기는지 의심할 만한 이유가 있다."

1828년에는 한 미국 대통령에서 다른 대통령으로의 정치 권력 이양에서 온건한 상황이 될 것으로 예상되었다. 이는 정치인의 윤리와는 관련이 적었으며, 1800년 선거 이후로는 한 당에서 다른 당으로 대통령직이 넘어간 적이 없었다는 사실과 더 관련이 있었다. 1800년 선거는 연방당이 퇴임 직전까지 연방 임명직에 대한 통제권을 이용하여 가능한 한 많은 영향력을 유지하려던 비상한 조치로 역사적으로 알려져 있다. (참조: 마베리 대 매디슨 사건 및 미드나잇 저지스법) 1816년까지 연방당은 더 이상 전국적으로 유효하지 않았으며, 미국은 사실상 민주공화당 하의 일당 정치 체제가 되었다. 1824년 미국 대통령 선거 이후 잭슨 지지파의 분열로 양당제가 회복되었다. 1829년 3월 4일 잭슨의 첫 취임은 1801년 이후 처음으로 한 당이 다른 당에게 대통령직을 양보한 사건이었다. 많은 관직 구직자가 이 행사에 참석하여 이를 민주적 열정으로 설명했다. 잭슨 지지자는 정치적 지지에 대한 대가로 직책 약속을 잔뜩 받았고, 잭슨이 집권한 후 많은 해고를 통해 이 약속이 지켜졌다. 잭슨 행정부 초기에 총 919명의 공무원이 정부 직위에서 해임되었는데, 이는 전체 정부 직위의 거의 10%에 달하는 수치였다. 1913년 테네시 역사서는 이렇게 평했다. "잭슨은 일찍이 친구와 이익 사이에 끼어들지 않는 것을 원칙으로 삼았다고 한다. 그 반대 또한 원칙이었던 것 같다. 적에게 이익을 주지 않는 것을 말이다. 그리고 그의 우정에서 배제된 자들은 승진에서도 배제되었다."

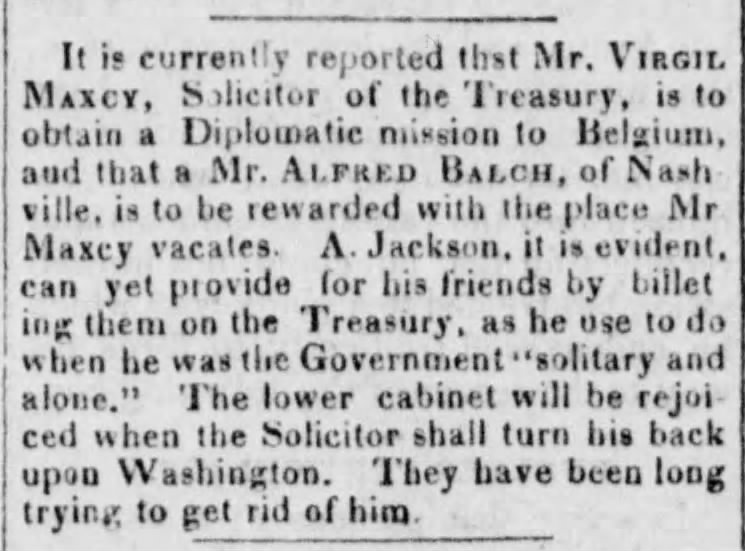
내슈빌의 앨프레드 밸치를 재무부 차관보로 임명할 계획이라는 보도에 버지니아주 마틴스버그 신문은 "전 대통령 A. 잭슨은 자신이 '홀로' 정부였을 때 그랬던 것처럼 여전히 친구들을 재무부에 입주시킴으로써 그들을 부양할 수 있다는 것이 명백하다"고 논평했다. (마틴스버그 가제트, 1837년 6월 21일)

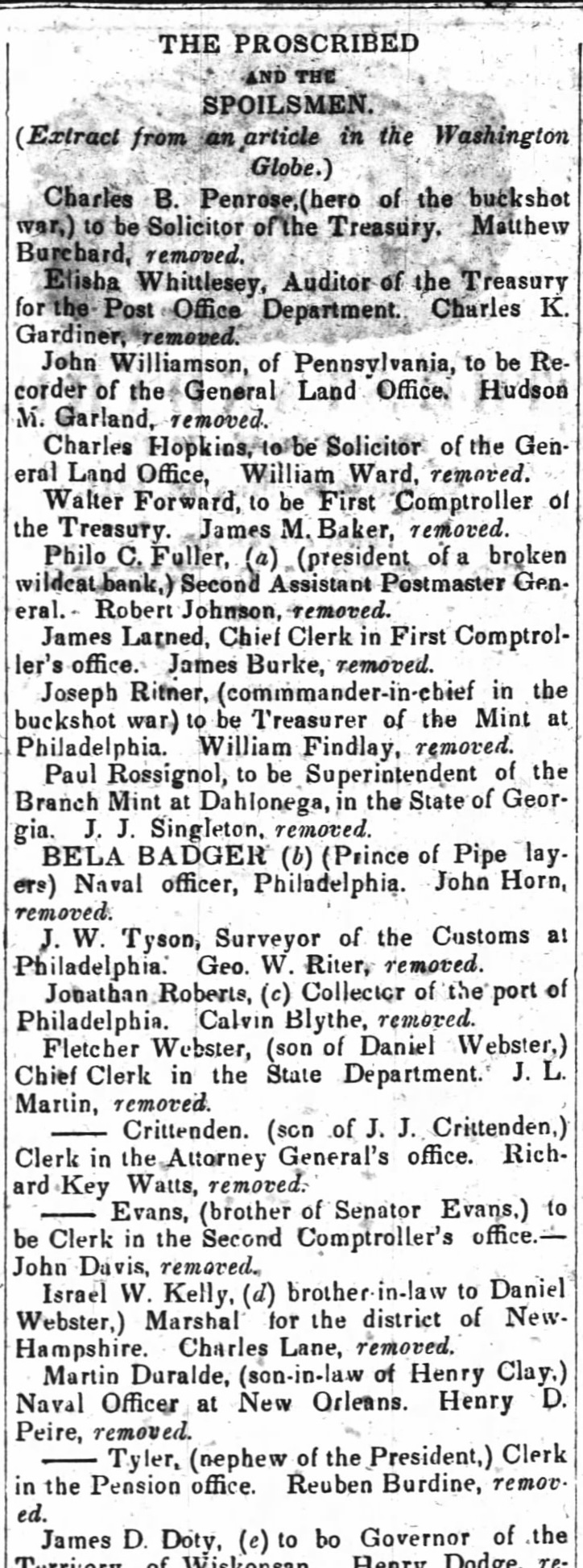
뉴스 기사("금지된 자들과 전리품 취득자," 1841년 5월 12일)는 새로운 휘그당 행정부에서 일자리를 얻은 족벌주의와 정치적 후원의 수혜자들을 나열했는데, 여기에는 고위 정부 관리의 조카와 사위, 벅샷 전쟁 참가자들, 그리고 "파산한 와일드캣 은행의 회장"이 포함되었다.

폴 W. 게이츠와 특히 말콤 J. 로르버그와 같은 역사가는 원주민에서 미국 정부 소유로의 토지 이전이 특히 착취에 취약했으며, "공공 사업에 대한 적절한 지원에 대한 편견과 후원 임명의 정치적 유용성이 결합하여 공공 자원을 개인의 손으로 이전하는 데 훌륭하게 기능했지만, 더 웅장한 목표에는 부적합한 체계를 만들었다"고 결론 내린 듯하다. 로르버그가 1837년까지 정부 토지 사무실의 역사에서 설명했듯이, "앤드루 잭슨 자신도 사람들이 윤리적 기준에 점점 더 유연해지던 시기에 취약성의 징후를 보였다." 잭슨은 정부직 임명을 정치적 빚을 갚는 통화로 사용했는데, 예를 들어 레비 우드버리에게 "사무실에서 1000달러 상당의" 판사를 임명하도록 지시했다. 선거 운동을 지지했던 신문 편집자들, 인척들, 뇌물 수수에 능숙했던 "변호사"와 "대령"이 종종 토지 사무실 임명의 수혜자였는데, 로르버그에 따르면 "역사가는 이 시기의 토지 관리들을 가혹하게 다루었다." 연방 정부 내에서 가장 많이 바뀐 조직은 우체국이었다. 우체국은 연방 정부에서 가장 큰 부서였으며, 육군부보다도 더 많은 인력을 보유하고 있었다. 한 해에 423명의 우체국장이 해임되었는데, 대부분은 오랜 기간 훌륭한 근무 기록을 가지고 있었다. 잭슨은 자신의 당원으로 교체한 공무원 수에서 다른 대통령과 크게 다르지 않았다. 그러나 분명히 눈에 띄지 않더라도 토지 사무실, 우체국, 인디언 사무국에서 부패가 측정 가능한 정도로 증가하는 등 노골적인 범죄 행위가 증가했다. 예를 들어, 스와트하우트-호이트 스캔들로 알려진 뉴욕 항구의 정부 자금 횡령 사건이 있다. 또 다른 사례에서는 잭슨이 개인적으로 옛 친구의 아들인 새뮤얼 그윈을 미시시피의 토지 사무실 직책에 임명하기 위해 싸웠는데, 의회 조사 결과 그윈이 "자신의 사무실을 떠나 일부 토지를 매입하고 즉시 33%의 이윤을 붙여 정착민에게 되팔았다"는 사실이 밝혀졌다. 더 나아가, 잭슨이 56명의 미국 인디언 대리인 중 29명을 교체한 것은 미시시피강 동쪽 지역에서 원주민의 체계적인 추방이라는 그의 행정부 정책에 결정적인 역할을 했다. 이는 모든 제도적 저항을 제거하고 "원주민에 대한 동정심이 거의 없는 열성적인 고위 관리 몇 명과 경험이 부족한 후원 임명자 수십 명"을 남겼기 때문이다.
잭슨은 또한 자신의 친인척인 피보호자, 인척, 조카를 위해 족벌주의에 빠졌다는 비난을 받았다. 한 공공 행정 역사서는 다음과 같이 기술했다. "잭슨 행정부 동안 연방 고용에서 정치적 후원과 족벌주의 정책이 강화되었는데, 부분적으로는 정부 직무의 순환이 본질적으로 민주적인 과정이라는 그의 믿음 때문이었다. 이는 실제로는 정치적 족벌주의가 부패가 아니라 건전한 민주주의의 원칙 중 하나라는 것을 암시한다. 물론 이는 터무니없는 주장이다!" 1831년, "매디슨 카운티의 옥수수 재배자"는 잭슨의 친척인 스톡클리 D. 헤이스, 존 코피, 존 C. 매클레모어, A. J. 도널슨, R. I. 체스터의 정치적 임명과 정부 자금 지원 급여를 지적하며 이렇게 물었다. "우리에게 명예롭고, 이익이 되며, 신뢰할 수 있는 직책에 적합한 고결하고 명예로운 사람은 없는 것입니까, 아니면 잭슨 대통령의 조카만 있는 것입니까?" 역사학자 로널드 P. 포미사노는 1976년 잭슨 연구의 현황에 대해 다음과 같이 썼다. "친족 관계는 최근 몇 년간 정치 엘리트 사이의 결속력을 나타내는 중요한 요소로 부각되었으며, 이는 계보학자에게만 맡겨두기에는 너무나 중요하다. 이러한 전통적 요소는 지역 정당을 통제하는 많은 과두정의 연결 고리였던 것으로 보인다. 그 영향이 후원에 미치는 영향은 다양한 배분 방식, 예를 들어, 정당 중심 대 후원-고객 중심 배분에 대한 연구가 필요함을 시사한다."
잭슨과 마틴 밴 뷰런 이후, 후임 휘그당 대통령도 같은 수준의 휘그당 임명자를 교체했고 그 순환은 계속되었다.

## 개혁

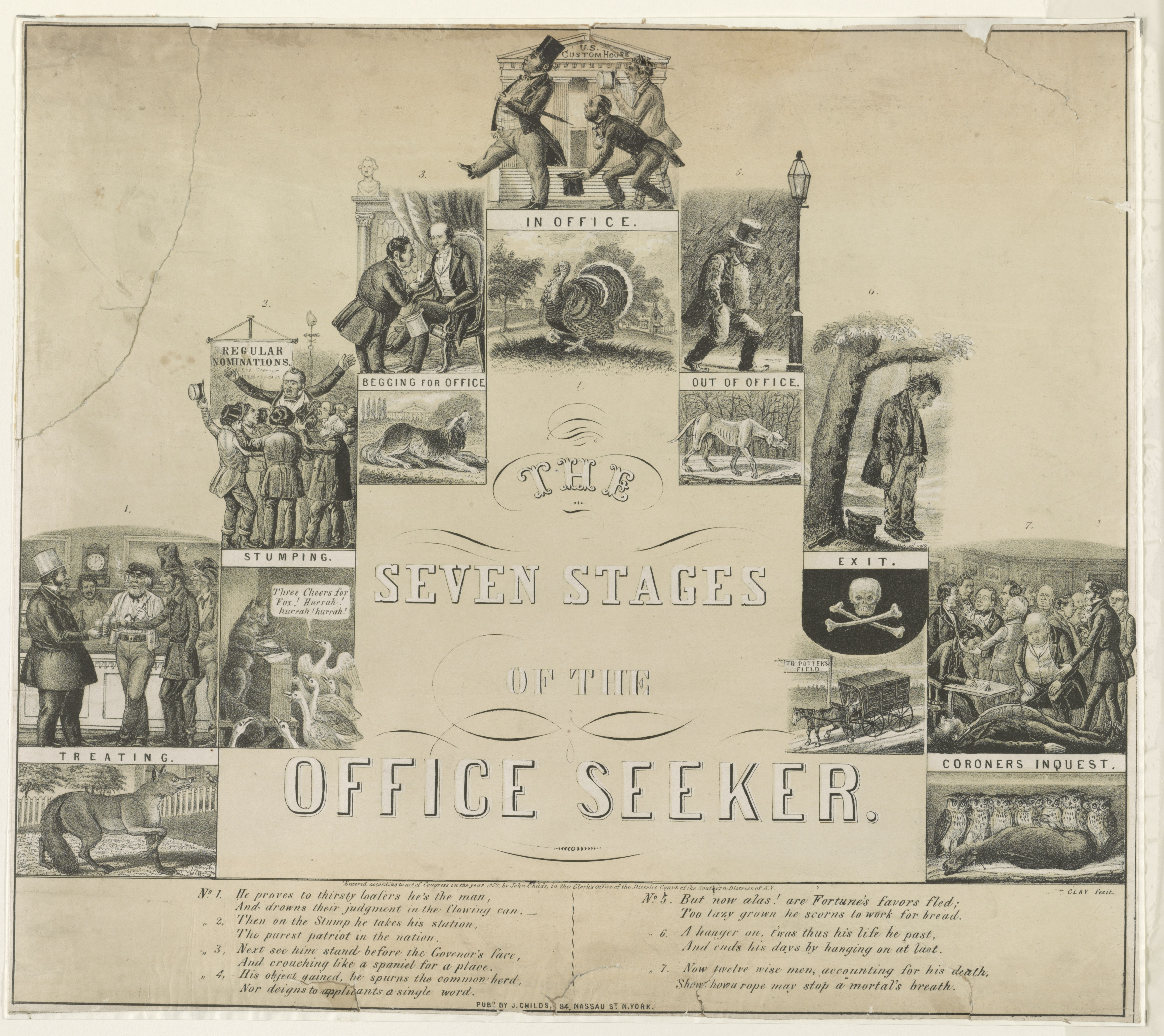
"관직 구직자의 일곱 단계," 1852년

1860년대 후반에 시민들이 공무원 제도 개혁을 요구하기 시작했지만, 1881년 찰스 기토의 제임스 A. 가필드 암살 사건이 발생한 후(기토가 영사직을 거절당한 것에 대한 복수로서)에야 공무원 제도 개혁 요구가 거세졌다. 1883년 펜들턴법 통과로 연방 차원의 엽관제가 완화되었는데, 이 법은 초당파적인 공무원 위원회를 설립하여 비당파적 실적주의에 따라 직무 지원자를 평가하도록 했다. 처음에는 이 법이 적용되는 직무가 적었지만, 대통령이 직무와 현재 직무 보유자를 이 체계로 옮길 수 있게 하여 직무 보유자에게 영구적인 직업을 주었다. 펜들턴법의 적용 범위는 1884년부터 1896년까지 두 주요 정당이 백악관을 선거마다 번갈아 통제하면서 확대되었다. 각 선거 후, 퇴임하는 대통령은 자신이 정치적 지지자를 임명했던 일부 직위에 펜들턴법을 적용했다. 1900년까지 대부분의 연방 직무는 공무원 제도를 통해 처리되었고, 엽관제는 점점 더 적은 직위로 제한되었다.
카라벨은 비록 주 차원의 후원 시스템과 수많은 연방 직위가 이 법의 영향을 받지 않았지만, 펜들턴법이 전문적인 공무원 제도와 현대 관료 국가의 부상에 결정적인 역할을 했다고 주장한다. 이 법은 또한 정당이 부유한 기부자와 같은 새로운 선거 자금원을 찾게 유도해 선거 자금 조달에 큰 변화를 가져왔다.
정치 활동과 공무원 제도 사이의 분리는 1939년 해치법으로 더욱 강화되었는데, 이 법은 연방 공무원이 많은 정치 활동에 참여하는 것을 금지했다.
엽관제는 많은 주, 카운티, 지방자치단체에서 훨씬 더 오래 지속되었는데, 예를 들어 태머니 홀 조직은 1950년대 뉴욕이 자체 공무원 제도를 개혁할 때까지 살아남았다. 일리노이주는 1917년 프랭크 로든 하에서 관료제를 현대화했지만, 시카고는 1972년과 1983년 샥맨 명령에서 시가 이 관행을 중단하기로 합의할 때까지 시 정부에서 후원 제도를 유지했다. 대사직과 같은 일부 연방 직위는 오늘날까지 정치적 지지자들에게 계속 할당되어 엽관제의 일부로 남아 있다는 비판을 받고 있다.

## 같이 보기
- 정실주의
- 파드리노 체계 - 필리핀의 같은 제도
- 정치적 후원
- 정치적 부정부패
- 권력 분립
- 부드러운 전제 정치
- 휘그당 (미국)
- 꽌시

## 참고 문헌
- Bailey, Thomas Andrew (1981). 《Presidential Saints and Sinners》. VNR AG. ISBN 978-0-02-901330-4.
- Chemerinsky, Erwin (2019). 《Constitutional Law: Principles and Policies》 6판. New York: Wolters Kluwer. ISBN 978-1-4548-9574-9.
- Friedrich, Carl Joachim (1937). 《The Rise and Decline of the Spoils Tradition》. 《The Annals of the American Academy of Political and Social Science》 (영어) 189. 10–16쪽. doi:10.1177/000271623718900103. ISSN 0002-7162. S2CID 144735397.
- Gates, Paul W. (November 1968). 《History of Public Land Law Development, Written for the U.S. States Public Land Law Review Commission》. One chapter written by Robert W. Swenson. Washington, D.C.: U.S. Government Printing Office. LCCN 68062999. OCLC 453829.
- Gilfoyle, Timothy (2006). 《A Pickpocket's Tale: The Underworld of Nineteenth-Century New York》. W. W. Norton Company. ISBN 978-0393329896.
- Griffith, Ernest S. The Modern Development of the City in the United Kingdom and the United States (1927)
- Hoogenboom, Ari Arthur. Outlawing the Spoils: A history of the civil service reform movement, 1865–1883 (1961)
- Howe, Daniel W. (2007). 《What hath God Wrought, The Transformation of America, 1815-1848》. Oxford University Press, Inc. ISBN 978-0-19-507894-7.
- Karabell, Zachary (2004). 《Chester Alan Arthur》. New York: Henry Holt & Co. ISBN 978-0-8050-6951-8.
- McCloskey, Robert G. (2010). 《The American Supreme Court》. Revised by 샌포드 레빈슨 5판. Chicago: University of Chicago Press. ISBN 978-0-226-55686-4.
- Ostrogorski, M. Democracy and the Party System in the United States (1910)
- Parton, James (1881). 《The beginning of the "spoils" system in the national government, 1829–30》. Civil Service Reform Association. New York: G.P. Putnam's Sons. LCCN unk81009481.
- Rohrbough, Malcolm J. (1971) [1968]. 《The Land Office Business: The Settlement and Administration of American Public Lands, 1789–1837》. Galaxy Book 354 Paperback판. London: Oxford University Press. ISBN 978-0-19-501472-3. LCCN 68029725. OCLC 176589.
- Rubio, Philip F. (2001). A History of Affirmative Action, 1619–2000. University Press of Mississippi
- United States Civil Service Commission Office of Public Affairs (1974). 《Biography of an Ideal: A History of the Federal Civil Service》. The Commission.
- Van Riper, Paul. History of the United States Civil Service Greenwood Press (1976; reprint of 1958 edition)
- White, Richard (2017). 《The Republic for Which It Stands: The United States During Reconstruction and the Gilded Age: 1865–1896》. Oxford University Press. ISBN 9780190619060.